# Musikjahr 1970
Liste der Musikjahre

◄◄ | ◄ | 1966 | 1967 | 1968 | 1969 | Musikjahr 1970 | 1971 | 1972 | 1973 | 1974 | ► | ►►

Weitere Ereignisse · Country-Musik
Dieser Artikel behandelt das Musikjahr 1970.

## Ereignisse

### Populäre Musik und Jazz
- 01. Januar: Das im Vorjahr von Manfred Eicher gegründete Label ECM Records bringt als erstes Album Mal Waldrons „Free at Last“ in einer ersten Auflage von 500 Stück auf den Markt.
- 04. Januar: Die Aufnahmen zum letzten Beatles-Album Let It Be werden beendet.
- 14. Januar: Im Frontier Hotel in Las Vegas absolvieren Diana Ross & The Supremes ihren Abschiedsauftritt. Diana Ross startet im Anschluss ihre Solokarriere, während sie bei den Supremes durch Jean Terrell ersetzt wird.
- 13. Februar: Black Sabbath, das Debütalbum der gleichnamigen Band erscheint.
- 21. März: Dana gewinnt in Amsterdam mit dem Lied All Kinds of Everything für Irland die 15. Auflage des Eurovision Song Contest.
- 21. März: Phil Woods tritt ebenso auf dem Frankfurter Jazz Festival auf wie das Art Ensemble of Chicago und zahlreiche europäische Musiker des Free Jazz.
- 07. April: Miles Davis arbeitet im Studio an seinem Album A Tribute to Jack Johnson.
- 10. April: Paul McCartney sendet der britischen Presse Vorabexemplare seines ersten Soloalbums McCartney und gibt gleichzeitig seine Trennung von den Beatles bekannt.
- 08. Mai: Das letzte Beatles-Album Let It Be wird veröffentlicht.
- 13. Juni: Mit The Long and Winding Road erreichen die Beatles zum zwanzigsten und letzten Mal Platz eins der Billboard Hot 100.
- 17.–21. Juni: Beim Montreux Jazz Festival 1970 treten die britische Jazzrockband Band, Santana, Chicken Shack und Stone the Crows neben Stars wie Bill Evans, Dexter Gordon, Gerry Mulligan und Herbie Mann auf.
- 17. August Peter Brötzmann spielt mit Fred Van Hove und Han Bennink für die unabhängige Free Music Production in Berlin deren erstes Album ein, Balls.
- 26.–30. August: Zwischen 600.000 und 700.000 Menschen besuchen das Isle of Wight Festival mit Jimi Hendrix, The Who, The Doors, Chicago, Ten Years After, Emerson, Lake & Palmer und Miles Davis Band.
- 28. August – 3. September: Das Rockfestival Vortex I: A Biodegradable Festival of Life (deutsch in etwa: Wirbel I: Ein biologisch abbaubares Festival des Lebens) findet im Milo McIver State Park nahe der Stadt Estacada in Oregon statt.
- 30. August: Genesis geben ihr erstes Konzert mit Phil Collins als neuem Schlagzeuger.
- 06. September: Am letzten Tag des Love-and-Peace-Festivals auf der Ostseeinsel Fehmarn gibt Jimi Hendrix das letzte offizielle Konzert vor seinem Tod, die Band Ton Steine Scherben (als Rote Steine) absolviert ihren ersten Auftritt.
- 19. September: Auf der Worthy Farm im Südwesten Englands findet das Pilton Pop, Blues & Folk Festival, Vorläufer des heutigen Glastonbury Festivals, statt.
- 17. Oktober 1970: Sun Ra tritt mit seinem Arkestra erstmals in Deutschland auf – bei den Donaueschinger Musiktagen (It’s After the End of the World: Live at the Donaueschingen and Berlin Festivals).

### Klassische Musik und Musiktheater
- 24. Mai: Die Oper Hus med dubbel ingång (Das Haus mit den zwei Eingängen) von Hilding Rosenberg hat ihre Uraufführung an der Königlichen Oper in Stockholm.
- 29. Mai: Das 1. Klavierkonzert von Einojuhani Rautavaara wird in Helsinki mit dem Komponisten als Solisten uraufgeführt.
- 00. Mai: Uraufführung der Estaciones porteñas von Ástor Piazzolla durch Piazzollas Quintett im Rahmen eines Konzerts im Teatro Regina in Buenos Aires.
- 17. Juni: Im Beethovensaal des Konzerthauses Stuttgarter Liederhalle wird die Neufassung des weltlichen Oratoriums Der große Kalender von Hermann Reutter mit einem Massenaufgebot an Chören uraufgeführt. Damit wurde der Komponist vom Süddeutschen Rundfunk zu seinem 70. Geburtstag geehrt.
- 07. Oktober: An der Deutschen Oper Berlin wird das Ballett Die Vogelscheuchen von Günter Grass (Libretto) und Marcel Luipart uraufgeführt.

### Film und Fernsehen
- 20. Mai: Der Musikfilm Let It Be mit der britischen Band The Beatles hat in Großbritannien seine Welturaufführung.

## Musikcharts

### Deutschland
| Position | Singles                                       |
| -------- | --------------------------------------------- |
|          |                                               |
| 1        | El Condor Pasa (If I Could) Simon & Garfunkel |
| 2        | Du Peter Maffay                               |
| 3        | Mademoiselle Ninette Soulful Dynamics         |
| 4        | Dein schönstes Geschenk Roy Black             |
| 5        | In the Summertime Mungo Jerry                 |
| 6        | Let It Be The Beatles                         |
| 7        | Cecilia Simon & Garfunkel                     |
| 8        | A Song of Joy Miguel Ríos                     |
| 9        | Yellow River Christie                         |
| 10       | House of the Rising Sun Frijid Pink           |

Die längsten Nummer-eins-Singles
Lieder, die die meiste Zeit während eines anderen Jahres auf Platz 1 der Charts verbrachten, werden hier nicht aufgeführt.
1. Miguel Ríos – A Song of Joy (2½ Monate)
2. Roy Black – Dein schönstes Geschenk; Led Zeppelin – Whole Lotta Love (jeweils 2 Monate)
3. Simon & Garfunkel – El Condor Pasa (If I Could); Mungo Jerry – In the Summertime (1½ Monate)

Die längsten Nummer-eins-Alben
Alben, die die meiste Zeit während eines anderen Jahres auf Platz 1 der Charts verbrachten, werden hier nicht aufgeführt.
1. Simon & Garfunkel – Bridge over Troubled Water (4 Monate)
2. Deep Purple – Deep Purple in Rock (2½ Monate)
3. James Last – Non Stop Dancing 9; Led Zeppelin – Led Zeppelin II (jeweils 2 Monate)

Alle Nummer-eins-Hits und die Hits des Jahres

### Österreich
| Position | Singles                                         |
| -------- | ----------------------------------------------- |
|          |                                                 |
| 1        | El Condor Pasa (If I Could) Simon & Garfunkel   |
| 2        | In the Summertime Mungo Jerry                   |
| 3        | A Song of Joy Miguel Ríos                       |
| 4        | Let It Be The Beatles                           |
| 5        | Yellow River Christie                           |
| 6        | Ein kleines Glück Adamo                         |
| 7        | Mademoiselle Ninette Soulful Dynamics           |
| 8        | Venus Shocking Blue                             |
| 9        | Up Around The Bend Creedence Clearwater Revival |
| 10       | Whole Lotta Love Led Zeppelin                   |

Die längsten Nummer-eins-Singles
Lieder, die die meiste Zeit während eines anderen Jahres auf Platz 1 der Charts verbrachten, werden hier nicht aufgeführt.
1. The Archies – Sugar, Sugar (10 Wochen)
2. Adamo – Ein kleines Glück; Simon & Garfunkel – El Condor Pasa (If I Could) (jeweils 9 Wochen)
3. Mungo Jerry – In the Summertime (8 Wochen)

Die längsten Nummer-eins-Alben
Alben, die die meiste Zeit während eines anderen Jahres auf Platz 1 der Charts verbrachten, werden hier nicht aufgeführt.
1. Simon & Garfunkel – Bridge over Troubled Water (26 Wochen)
2. Led Zeppelin – Led Zeppelin II (9 Wochen)
3. Led Zeppelin – Led Zeppelin III (3 Wochen)

Die Albumcharts wurden erstmals Mitte März erhoben.
Alle Nummer-eins-Hits und die Hits des Jahres

### Schweiz
| Position | Singles                                                   |
| -------- | --------------------------------------------------------- |
|          |                                                           |
| 1        | A Song of Joy Miguel Ríos                                 |
| 2        | In the Summertime Mungo Jerry                             |
| 3        | El Condor Pasa (If I Could) Simon & Garfunkel             |
| 4        | Let It Be The Beatles                                     |
| 5        | Ma belle amie Tee Set                                     |
| 6        | Mademoiselle Ninette Soulful Dynamics                     |
| 7        | Spiel mir das Lied vom Tod (Jill’s Theme) Ennio Morricone |
| 8        | Travellin’ Band Creedence Clearwater Revival              |
| 9        | Na Na Hey Hey Kiss Him Goodbye Steam                      |
| 10       | Black Night Deep Purple                                   |

Die längsten Nummer-eins-Singles
Lieder, die die meiste Zeit während eines anderen Jahres auf Platz 1 der Charts verbrachten, werden hier nicht aufgeführt.
1. Simon & Garfunkel – El Condor Pasa (If I Could) (9 Wochen)
2. Soulful Dynamics – Mademoiselle Ninette (8 Wochen)
3. The Beatles – Let It Be; Miguel Ríos – A Song of Joy (jeweils 7 Wochen)

Alle Nummer-eins-Hits und die Hits des Jahres

### Vereinigtes Königreich
| Singles                                      | Position | Alben                                                    |
| -------------------------------------------- | -------- | -------------------------------------------------------- |
|                                              |          |                                                          |
| The Wonder of You Elvis Presley              | 1        | Bridge over Troubled Water Simon & Garfunkel             |
| Yellow River Christie                        | 2        | Led Zeppelin II Led Zeppelin                             |
| In the Summertime Mungo Jerry                | 3        | Easy Rider (Original Soundtrack)                         |
| Band of Gold Freda Payne                     | 4        | Paint Your Wagon (Original Soundtrack)                   |
| Something Shirley Bassey                     | 5        | Motown Chartbusters, Volume 3 (Verschiedene Interpreten) |
| Wand’rin’ Star Lee Marvin                    | 6        | Let It Be The Beatles                                    |
| Spirit in the Sky Norman Greenbaum           | 7        | Abbey Road The Beatles                                   |
| Bridge over Troubled Water Simon & Garfunkel | 8        | Deep Purple in Rock Deep Purple                          |
| Back Home England World Cup Squad ’70        | 9        | McCartney Paul McCartney                                 |
| All Right Now Free                           | 10       | Andy Williams’ Greatest Hits Andy Williams               |

Die längsten Nummer-eins-Singles
Lieder, die die meiste Zeit während eines anderen Jahres auf Platz 1 der Charts verbrachten, werden hier nicht aufgeführt.
1. Mungo Jerry – In the Summertime (7 Wochen)
2. Elvis Presley – The Wonder of You; Freda Payne – Band of Gold; Dave Edmunds – I Hear You Knocking (jeweils 6 Wochen)
3. Edison Lighthouse – Love Grows (Where My Rosemary Goes) (5 Wochen)

Die längsten Nummer-eins-Alben
Alben, die die meiste Zeit während eines anderen Jahres auf Platz 1 der Charts verbrachten, werden hier nicht aufgeführt.
1. Simon & Garfunkel – Bridge over Troubled Water (24 Wochen)
2. The Beatles – Abbey Road; Led Zeppelin – Led Zeppelin III; Andy Williams – Andy Williams’ Greatest Hits (jeweils 4 Wochen)
3. The Beatles – Let It Be; Moody Blues – A Question of Balance (jeweils 3 Wochen)

Alle Nummer-eins-Hits und die Hits des Jahres

### Vereinigte Staaten
Die längsten Nummer-eins-Singles
Lieder, die die meiste Zeit während eines anderen Jahres auf Platz 1 der Charts verbrachten, werden hier nicht aufgeführt.
1. Simon & Garfunkel – Bridge over Troubled Water (6 Wochen)
2. The Jackson Five – I’ll Be There (5 Wochen)
3. B. J. Thomas – Raindrops Keep Fallin’ on My Head; The Carpenters – (They Long to Be) Close to You (jeweils 4 Wochen)

Die längsten Nummer-eins-Alben
Alben, die die meiste Zeit während eines anderen Jahres auf Platz 1 der Charts verbrachten, werden hier nicht aufgeführt.
1. Simon & Garfunkel – Bridge over Troubled Water (10 Wochen)
2. Creedence Clearwater Revival – Cosmo’s Factory (9 Wochen)
3. Led Zeppelin – Led Zeppelin II (6 Wochen)

Alle Nummer-eins-Hits und die Hits des Jahres

### Charts in weiteren Ländern
Siehe auch: Nummer-eins-Hits 1970 in  Australien, Belgien, Deutschland, Finnland, Frankreich, Irland, Italien, Japan, Kanada, Neuseeland, den Niederlanden, Norwegen, Österreich, der Schweiz, Spanien, den Vereinigten Staaten und im Vereinigten Königreich.

## Musikpreise und Ehrungen

### Musikwettbewerbe
Eurovision Song Contest
1. Dana: All Kinds of Everything
2. Mary Hopkin: Knock, Knock, Who’s There?
3. Katja Ebstein: Wunder gibt es immer wieder
4. Henri Dès: Retour
5. Guy Bonnet: Marie-Blanche
6. Julio Iglesias: Gwendolyne

## Gründungen und Auflösungen

### Gründungen
- Home – britische Progressive-Rock-Band
- Kraftwerk – deutsche Band aus Düsseldorf
- Queen – britische Rockband
- The Jones Girls – US-amerikanische Soul-Gesangsband aus Detroit
- Tibet – deutsche Progressive-Rock-Band
- Ton Steine Scherben – deutsche Rockgruppe

### Auflösungen
- Neighb’rhood Childr’n – US-amerikanische Psychedelic-Pop-/Rockband aus San Francisco
- The Beatles – aus Liverpool stammende britische Beat-, Rock- und Pop-Band

## Neuveröffentlichungen (Auswahl)

### Lieder und Kompositionen
| Lied                        | Text                                           | Musik                                          | Erstinterpret                | Label                       | Veröffentlichung   | Genre            | Album                        | Weitere Informationen                                                           |
| --------------------------- | ---------------------------------------------- | ---------------------------------------------- | ---------------------------- | --------------------------- | ------------------ | ---------------- | ---------------------------- | ------------------------------------------------------------------------------- |
| All Right Now               | Andy Fraser, Paul Rodgers                      | Andy Fraser, Paul Rodgers                      | Free                         | Island Records              | 15. Mai 1970       | Hard Rock        | Fire and Water               |                                                                                 |
| Balalaika                   | Kurt Feltz                                     | Werner Scharfenberger                          | Freddy Quinn                 | Polydor                     | 1970               | Schlager         |                              |                                                                                 |
| Don’t Let It Bring You Down | Neil Young                                     | Neil Young                                     | Neil Young                   | Reprise Records             | 19. September 1970 | Folk Rock        | After the Gold Rush          |                                                                                 |
| I’ll Be There               | Hal Davis, Berry Gordy, Willie Hutch, Bob West | Hal Davis, Berry Gordy, Willie Hutch, Bob West | The Jackson Five             |                             | 28. August 1970    | Pop              | Third Album                  |                                                                                 |
| In the Summertime           | Ray Dorset                                     | Ray Dorset                                     | Mungo Jerry                  | Dawn Records                | 6. Juni 1970       | Skiffle          |                              | Mit sechs Millionen Exemplaren war das 1970 weltweit die meistverkaufte Single. |
| Lady D’Arbanville           | Cat Stevens                                    | Cat Stevens                                    | Cat Stevens                  | Island Records, A&M Records | Juli 1970          | Folk-Rock        | Mona Bone Jakon              |                                                                                 |
| Love                        | John Lennon                                    | John Lennon                                    | John Lennon                  | Apple / EMI                 | 11. Dezember 1970  | Pop              | John Lennon/Plastic Ono Band |                                                                                 |
| Love the One You’re With    | Stephen Stills                                 | Stephen Stills                                 | Stephen Stills               | Atlantic Records            | 16. November 1970  | Rock             | Steven Stills                |                                                                                 |
| Moonshadow                  | Cat Stevens                                    | Cat Stevens                                    | Cat Stevens                  | Island Records, A&M Records | 1970               | Folk-Rock        | Teaser and the Firecat       |                                                                                 |
| Mother                      | John Lennon                                    | John Lennon                                    | John Lennon                  | Apple / EMI                 | 11. Dezember 1970  | Pop              | John Lennon/Plastic Ono Band |                                                                                 |
| Ohio                        | Neil Young                                     | Neil Young                                     | Crosby, Stills, Nash & Young | Atlantic Records            | Juni 1970          | Psychedelic Rock | So Far                       |                                                                                 |
| Southern Man                | Neil Young                                     | Neil Young                                     | Neil Young                   | Virgin Records              | 1970               | Folk-Rock        | After the Gold Rush          |                                                                                 |
| Tell Me Why                 | Neil Young                                     | Neil Young                                     | Neil Young                   | Virgin Records              | 19. September 1970 | Folk-Rock        | After the Gold Rush          |                                                                                 |
| What Is Life                | George Harrison                                | George Harrison                                | George Harrison              | Apple/EMI                   | November 1970      | Pop              | All Things Must Pass         |                                                                                 |

### Alben
| Album                                                    | Interpret                                 | Label                                    | Veröffentlichung   | Genre                                | Weitere Informationen                                                           |
| -------------------------------------------------------- | ----------------------------------------- | ---------------------------------------- | ------------------ | ------------------------------------ | ------------------------------------------------------------------------------- |
| …very ’eavy …very ’umble                                 | Uriah Heep                                | Bronze Records                           | 19. Juni 1970      | Progressive Rock, Hard Rock          | Debütalbum                                                                      |
| Absolutely Live                                          | The Doors                                 | Elektra Records                          | 20. Juli 1970      | Rock                                 | Livealbum                                                                       |
| American Woman                                           | The Guess Who                             | RCA Records                              | Januar 1970        | Hardrock, Psychedelic Rock           |                                                                                 |
| Atom Heart Mother                                        | Pink Floyd                                | Harvest Records, Columbia Records        | 9. Oktober 1970    | Progressive Rock                     |                                                                                 |
| Band of Gypsys                                           | Jimi Hendrix                              | Capitol Records                          | 25. März 1970      | Rock, Funk                           | Livealbum                                                                       |
| Benefit                                                  | Jethro Tull                               | Chrysalis Records                        | 20. April 1970     | Progressive Rock                     |                                                                                 |
| Bitches Brew                                             | Miles Davis                               | Columbia Records                         | 30. März 1970      | Rock-Jazz                            |                                                                                 |
| Black Sabbath                                            | Black Sabbath                             | Vertigo Records                          | 13. Februar 1970   | Heavy Metal, Doom Metal, Hard Rock   | Debütalbum                                                                      |
| Certain Blacks                                           | Art Ensemble of Chicago                   | America Records, Inner City Records      | 1970               | Jazz                                 |                                                                                 |
| Cosmo’s Factory                                          | CCR                                       | Fantasy Records                          | 11. Mai 1970       | Rock                                 |                                                                                 |
| Deep Purple in Rock                                      | Deep Purple                               | Harvest Records                          | 3. Juni 1970       | Hard Rock                            |                                                                                 |
| Easy Action                                              | Alice Cooper                              | Straight                                 | 27. März 1970      | Rock                                 |                                                                                 |
| Get Yer Ya-Ya’s Out!                                     | The Rolling Stones                        | Decca Records, London Records            | 4. September 1970  | Rock                                 | Livealbum                                                                       |
| Go Home                                                  | Art Ensemble of Chicago                   | Galloway                                 | 1970               | Jazz                                 |                                                                                 |
| Hawkwind                                                 | Hawkwind                                  | Liberty Records                          | 14. August 1970    | Space Rock, Psychedelic, Progressive | Debütalbum                                                                      |
| Hey Jude                                                 | The Beatles                               | Apple Records                            | 26. Februar 1970   | Beatmusik, Psychedelic Rock          | Kompilation                                                                     |
| Home                                                     | Procol Harum                              | Polydor                                  | 5. Juni 1970       | Progressive Rock                     |                                                                                 |
| Infinite Search                                          | Miroslav Vitouš                           | Atlantic Records, Hörzu Black Label      | 1970               | Jazz, Fusion                         |                                                                                 |
| Johnny Winter And                                        | Johnny Winter                             | Columbia Records                         | September 1970     | Bluesrock, Hard Rock                 |                                                                                 |
| King Kong: Jean-Luc Ponty Plays the Music of Frank Zappa | Jean-Luc Ponty                            | Pacific Jazz New Series, Liberty Records | 1970               | Jazz, Jazzrock, Neue Musik           |                                                                                 |
| King of the Delta Blues Singers, Vol. II                 | Robert Johnson                            | Columbia Records                         | 1970               | Blues                                | Kompilation mit Songs, die im November 1936 und im Juni 1937 aufgenommen wurden |
| Led Zeppelin III                                         | Led Zeppelin                              | Atlantic Records                         | 5. Oktober 1970    | Hard Rock, Folk-Rock, Bluesrock      |                                                                                 |
| Les Stances à Sophie                                     | Art Ensemble of Chicago                   | Pathé Marconi, Nessa Records             | 1970               | Creative Music                       |                                                                                 |
| Let It Be                                                | The Beatles                               | Apple Records                            | 8. Mai 1970        | Rock, Blues, Bluesrock               | Letztes Studioalbum                                                             |
| Liberation Music Orchestra                               | Charlie Haden, Liberation Music Orchestra | Impulse! Records                         | 1970               | Jazz                                 |                                                                                 |
| Live                                                     | Iron Butterfly                            | Atco Records                             | 22. April 1970     | Psychedelic Rock, Hardrock           |                                                                                 |
| Live at Leeds                                            | The Who                                   | Decca Records, MCA Records               | 11. Mai 1970       | Rock                                 | Livealbum                                                                       |
| Ma Kelly’s Greasy Spoon                                  | Status Quo                                | Pye Records                              | 17. August 1970    | Hard-Rock, Bluesrock                 |                                                                                 |
| Morrison Hotel                                           | The Doors                                 | Elektra Records                          | 9. Februar 1970    | Bluesrock, Psychedelic Rock          |                                                                                 |
| My Brother the Wind                                      | Sun Ra                                    | Saturn Research                          | 1970               | Jazz                                 |                                                                                 |
| Never Let It End                                         | Albert Mangelsdorff                       | MPS                                      | 1970               | Jazz                                 |                                                                                 |
| Paranoid                                                 | Black Sabbath                             | Vertigo Records                          | 18. September 1970 | Heavy Metal, Doom Metal, Hard Rock   |                                                                                 |
| Pendulum                                                 | CCR                                       | Fantasy Records                          | 15. Dezember 1970  | Rock                                 |                                                                                 |
| Reese and the Smooth Ones                                | Art Ensemble of Chicago                   | BYG Records                              | 1970               | Jazz                                 |                                                                                 |
| Share the Land                                           | The Guess Who                             | RCA Records                              | 5. Oktober 1970    | Hardrock, Rock                       |                                                                                 |
| Spaces                                                   | Larry Coryell                             | Vanguard Records                         | 1970               | Jazzrock                             |                                                                                 |
| The Great Concert of Charles Mingus                      | Charles Mingus                            | America Records                          | 1970               | Jazz                                 | Livealbum in der 3-LP-Box                                                       |
| The Man Who Sold the World                               | David Bowie                               | Mercury Records                          | 4. November 1970   | Rock, Hardrock, Glamrock             |                                                                                 |

## Geboren

### Januar
- 02. Januar: Sanda Ladoși, rumänische Popsängerin
- 05. Januar: Troy Van Leeuwen, US-amerikanischer Musiker
- 07. Januar: Anna Mjöll, isländische Jazzsängerin und Komponistin
- 07. Januar: Christian Thomé, deutscher Musiker
- 09. Januar: Lara Fabian, belgisch-kanadische Sängerin und Songwriterin
- 11. Januar: Mustafa Sandal, türkischer Musiker
- 11. Januar: Ken Ueno, US-amerikanischer Komponist, Sänger, Improvisationsmusiker, Klangkünstler und Musikpädagoge
- 21. Januar: Marian van de Wal, niederländisch-andorranische Sängerin und Hotelbesitzerin
- 26. Januar: Kirk Franklin, US-amerikanischer Gospel-Musiker
- 31. Januar: Katinka Kleijn, niederländische Musikerin (Violoncello, Komposition)

### Februar
- 01. Februar: Nicoleta Matei, rumänische Sängerin
- 03. Februar: Henning Schmidtke, deutscher Kabarettist, Musiker und Autor
- 10. Februar: Peter Boyer, US-amerikanischer Komponist, Musikpädagoge und Dirigent
- 11. Februar: Juan Aguirre, spanischer Musiker
- 12. Februar: Armando Luis Gallop, US-amerikanischer DJ und Musikproduzent († 1996)
- 13. Februar: Karoline Krüger, norwegische Sängerin
- 20. Februar: Elisabeth Lohninger, österreichische Jazzsängerin
- 23. Februar: Oxana Petrowna Grigorjewa, russische Singer-Songwriterin und Pianistin

### März
- 01. März: Miho Nakayama, japanische Sängerin, Schauspielerin und Musikerin († 2024)
- 03. März: John Carter Cash, US-amerikanischer Country-Sänger und Musikproduzent
- 03. März: Wolodymyr Schabaltas, ukrainischer Jazzmusiker (Gitarre, Komposition) († 2010)
- 06. März: Robin Hoffmann, deutscher Musiker und Komponist
- 10. März: Michel van der Aa, niederländischer Komponist neuer Musik, Filmemacher und Theaterregisseur
- 16. März: Páll Óskar Hjálmtýsson, isländischer Popsänger, DJ und Songwriter
- 18. März: Queen Latifah, US-amerikanische Hip-Hop-Musikerin und Schauspielerin
- 21. März: Aldin Kurić, bosnischer Musiker
- 24. März: Camille Camille, estnische Geigerin
- 24. März: Sharon Corr, irische Musikerin
- 30. März: Haldor Lægreid, norwegischer Musicaldarsteller

### April
- 04. April: Dimitris Basis, griechischer Sänger
- 22. April: Tomomi Nishimoto, japanische Dirigentin

### Mai
- 04. Mai: Yves Deruyter, belgischer Trance-DJ und -Musiker
- 10. Mai: Armin Mostoffi Kamari, deutscher Musikmanager und Eventveranstalter
- 17. Mai: Anschalika Ahurbasch, belarussische Popsängerin
- 19. Mai: Merethe Trøan, norwegische Sängerin
- 28. Mai: Mark Richardson, britischer Schlagzeuger
- 00. Mai: Johnnie Burn, britischer Tontechniker

### Juni
- 02. Juni: Hannes Ringlstetter, deutscher Komiker, Kabarettist, Musiker, TV-Moderator und Autor
- 03. Juni: Esther Hart, niederländische Sängerin
- 03. Juni: Peter Tägtgren, skandinavischer Metal-Musiker, Komponist und Produzent
- 04. Juni: Richie Hawtin, englischer Techno-Musikproduzent
- 07. Juni: Magnet, norwegischer Musiker
- 08. Juni: Dave King, US-amerikanischer Jazzmusiker (Schlagzeuger, Komposition)
- 12. Juni: Dave Maric, britischer Komponist und Musiker
- 19. Juni: Brenna MacCrimmon, kanadische Sängerin
- 19. Juni: Brian Welch, US-amerikanischer Musiker
- 21. Juni: Mickie Krause, deutscher Partyschlagersänger und Entertainer
- 23. Juni: Yann Tiersen, Komponist und Musiker aus Frankreich
- 24. Juni: Peter Adamkovič, slowakischer Jazzmusiker (Keyboards, Komposition)
- 24. Juni: Glenn Medeiros, US-amerikanischer Popmusiker
- 24. Juni: David Fernández Ortiz, spanischer Komiker, Schauspieler, Sänger und Synchronsprecher
- 24. Juni: Alexandros Panagis, zypriotischer Sänger und Komponist
- 26. Juni: Irv Gotti, afroamerikanischer Hip-Hop-Produzent († 2025)

### Juli
- 01. Juli: Tajči, kroatische Sängerin
- 02. Juli: Detlef Soost, deutscher Musiker, Tänzer und Choreograf
- 04. Juli: Christian Giesler, deutscher Bassist
- 05. Juli: Marco Schelch, österreichischer Schlagersänger
- 06. Juli: Roger Cicero, deutscher Pop- und Jazzmusiker († 2016)
- 06. Juli: Inspectah Deck, US-amerikanischer Hip-Hop-Musiker
- 08. Juli: Beck Hansen, US-amerikanischer Sänger
- 10. Juli: Jason Orange, britischer Musiker
- 18. Juli: Sal Abruscato, US-amerikanischer Metal-Schlagzeuger, -Gitarrist und -Sänger
- 18. Juli: Joe Chialo, deutscher Politiker und Musikmanager
- 28. Juli: Pascal Kravetz, deutscher Musiker
- 31. Juli: John 5, US-amerikanischer Musiker und Gitarrist
- 000Juli: Behrouz Sebt Rasoul, iranischer Filmregisseur, Drehbuchautor, Produzent und Musiker

### August
- 02. August: Lipa Majstrović, französische Sängerin, Komponistin, Theaterschauspielerin und Hochschuldozentin
- 03. August: Eric Babak, belgischer Musiker
- 03. August: Gina G, australische Popsängerin
- 06. August: Arne Zank, deutscher Musiker
- 11. August: Andy Bell, walisischer Musiker
- 16. August: Tore Ylwizaker, norwegischer Musiker († 2024)
- 23. August: River Phoenix, US-amerikanischer Schauspieler und Musiker († 1993)
- 25. August: Sergio Vega, US-amerikanischer Bassist
- 31. August: Anna Bolk, deutsche Schauspielerin, Sängerin und Autorin
- 31. August: Epic Mazur, US-amerikanischer Rapper, Sänger und Produzent

### September
- 01. September: Vanna, kroatische Popsängerin
- 11. September: Aaron Dworkin, US-amerikanischer Geiger und Musikpädagoge
- 19. September: Takanori Nishikawa, japanischer Pop-Musiker
- 23. September: Ani DiFranco, US-amerikanische Singer-Songwriterin
- 24. September: Oscar Kraal, niederländischer Fusio- und Rocknmusiker (Schlagzeug) († 2021)
- 28. September: Hadar Galron, israelische Dramatikerin, Drehbuchautorin, Komikerin, Regisseurin, Schauspielerin und Liedtexterin

### Oktober
- 06. Oktober: Maria Kannegaard, norwegische Jazzmusikerin (Piano, Komposition)
- 06. Oktober: Corinna May, deutsche Sängerin
- 12. Oktober: Guido Heuber, deutscher Hörfunk- und Fernsehjournalist, sowie Sportkommentator, DJ und Musikproduzent
- 13. Oktober: Paul Potts, britischer Tenor
- 14. Oktober: Maxine, niederländische Sängerin
- 15. Oktober: Reid Anderson, US-amerikanischer Jazz-Bassist und Komponist
- 22. Oktober: Manuel Mota, portugiesischer Jazz- und Improvisationsgitarrist
- 30. Oktober: Maja Tatić, serbische Popsängerin

### November
- 04. November: Malena Ernman, schwedische Opernsängerin
- 08. November: Reyhan Karaca, türkische Popsängerin
- 08. November: Christoph Müller, Schweizer Musik- und Kulturmanager
- 11. November: Esther Gebhard, deutsche Sängerin, Bassistin, Moderatorin, Sprecherin und Aktivistin für Menschenrechte
- 11. November: Elina Konstantopoulou, griechische Popsängerin
- 13. November: Rebecca Immanuel, deutsche Schauspielerin und Sängerin
- 15. November: Jack Ingram, US-amerikanischer Country-Musiker
- 17. November: Mark Gillespie, Gitarrist und Sänger
- 18. November: Anna Loos, deutsche Schauspielerin und Sängerin
- 19. November: Chris Paul Harman, kanadischer Komponist
- 19. November: Mike Zito, US-amerikanischer Bluesrock-Gitarrist, Sänger, Produzent und Labelbetreiber

### Dezember
- 02. Dezember: Sebastian Horn, deutscher Musiker und Fernsehmoderator
- 06. Dezember: Ulf Ekberg, schwedischer Musiker
- 13. Dezember: Danny Lohner, US-amerikanischer Musiker
- 14. Dezember: Anna Maria Jopek, polnische Sängerin
- 14. Dezember: Beth Orton, britische Musikerin
- 18. Dezember: DMX, US-amerikanischer Rapper († 2021)
- 18. Dezember: Earl Simmons (DMX), US-amerikanischer Hip-Hop-Musiker († 2021)
- 25. Dezember: Issa Hassan, kurdischer Musiker und Komponist
- 29. Dezember: Dallas Austin, US-amerikanischer Musiker, Songwriter und Produzent
- 30. Dezember: Sofia Pettersson, schwedische Jazzmusikerin (Gesang, Komposition)

### Genaues Geburtsdatum unbekannt
- Greg Anderson, US-amerikanischer Musiker
- Christopher Auerbach-Brown, US-amerikanischer Komponist und Musikpädagoge
- Martin Bambauer, deutscher Kirchenmusiker
- Sleepy Brown, US-amerikanischer R&B-Sänger und Musikproduzent
- Jesús Castro-Balbi, peruanischer Cellist und Musikpädagoge
- Der Graf, deutscher Sänger
- Michael Dreyer, deutscher Kulturmanager und Musikproduzent
- Stellario Fagone, italienischer Dirigent, Pianist, Komponist und Chorleiter
- Paweł Gancarczyk, polnischer Musikwissenschaftler
- Arnold Hammerschlag, US-amerikanischer Jazzmusiker (Trompete)
- Nicolas Hodges, britischer Pianist
- Fraser Hollins, kanadischer Jazzmusiker (Kontrabass, Komposition)
- Winfried Holzenkamp, deutscher Kontrabassist und Tangomusiker
- Britt Synnøve Johansen, norwegische Sängerin
- Matthias Keller, deutscher Musiker, Sänger und Synchronsprecher
- Tatiana Koleva, bulgarische Schlagwerkerin (Marimba)
- Kai Krakenberg, deutscher Organist
- Christian Krischkowsky, deutscher Jazzmusiker (Schlagzeug, Komposition)
- Carsten Lenz, deutscher Kirchenmusiker und Organist
- Liora, israelische Sängerin
- Florian Ludwig, deutscher Dirigent
- David Mengual, spanischer Jazzmusiker (Kontrabass, Komposition)
- Christoph Müller, Schweizer Kulturmanager
- Randi Pontoppidan, dänische Jazz- und Improvisationsmusikerin (Gesang, Komposition) und Klangkünstlerin
- Barbara Rektenwald, österreichische Konzertpianistin und Komponistin
- Tim Rodig, deutscher Jazzmusiker
- Robert Šoko, bosnisch-deutscher DJ, Musikproduzent und Veranstalter
- Can Uğurluer, türkischer Popsänger
- Aylin Vatankoş, türkische Pop- und Folklore-Sängerin
- Markus Zapp, deutscher Tenor

### Geboren um 1970
- Welf Dorr, deutscher Jazzmusiker (Altsaxophon)
- Mark Kieswetter, US-amerikanischer Jazzmusiker (Piano, Keyboard, Arrangement) († 2025)
- Joel Miller, kanadischer Jazzmusiker (Saxophon, Komposition)
- Elena Pankratova, russische Opern und Konzertsängerin, Chordirigentin und Gesangspädagogin (Sopran)
- Ratko Zjača, kroatischer Jazzmusiker (Gitarre, Komposition)

## Gestorben

### Januar
- 02. Januar: Piotr Rytel, polnischer Komponist, Musikpädagoge und -kritiker (* 1884)
- 05. Januar: Robert Gerhard, katalanischer Komponist (* 1896)
- 08. Januar: Jani Christou, ägyptischer Komponist (* 1926)
- 17. Januar: Billy Stewart, US-amerikanischer Sänger und Keyboarder (* 1937)
- 25. Januar: Jane Bathori, französische Sängerin (* 1877)
- 31. Januar: Slim Harpo, US-amerikanischer Blues-Musiker (* 1924)

### Februar
- 02. Februar: Rafael Emilio Arté, dominikanischer Musiker und Musikpädagoge (* 1873)
- 07. Februar: Elila Mena, dominikanische Pianistin und Musikpädagogin (* 1918)
- 12. Februar: Ishman Bracey, US-amerikanischer Blues-Sänger und Gitarrist (* 1901)
- 12. Februar: Otto Gauß, deutscher Organist und Komponist (* 1877)
- 15. Februar: Margaret Miller Brown, kanadische Pianistin und Musikpädagogin (* 1903)
- 17. Februar: Alfred Newman, US-amerikanischer Filmkomponist (* 1900)
- 19. Februar: Hanns Lange, deutscher Kammersänger (* 1891)
- 26. Februar: Ethel Leginska, englische Pianistin, Dirigentin und Komponistin (* 1886)

### März
- 01. März: Sven Nilsson, schwedischer Opern- und Konzertsänger (* 1898)
- 07. März: Cyril Monk, australischer Geiger, Musikpädagoge und Komponist (* 1882)
- 16. März: Josef Fiedler, österreichischer Komponist, Kapellmeister und Pianist (* 1898)
- 10. März: Edward Statkiewicz, polnischer Geiger und Musikpädagoge (* 1921)
- 23. März: Guy Weitz, belgischer Organist und Komponist (* 1883)

### April
- 05. April: Kid Thomas, US-amerikanischer Blues- und Rock-’n’-Roll-Musiker (* 1934)
- 11. April: Victor Desautels, kanadischer Sänger und Impresario (* 1893)
- 19. April: Rosl Schwaiger, österreichische Opernsängerin (Sopran) (* 1918)
- 21. April: Earl Hooker, US-amerikanischer Bluesmusiker (* 1930)

### Mai
- 03. Mai: Candelario Huízar, mexikanischer Komponist (* 1882)
- 07. Mai: Carlos Estrada, uruguayischer Komponist, Dirigent und Musikpädagoge (* 1909)
- 21. Mai: František Škvor, tschechischer Komponist, Dirigent und Pianist (* 1898)

### Juni
- 09. Juni: Leopold Matthias Walzel, österreichischer Komponist und Musikkritiker (* 1902)
- 11. Juni: Earl Grant, US-amerikanischer Sänger und Gitarrist (* 1933)
- 12. Juni: Alice Landolt, Schweizer Pianistin (* 1883)
- 12. Juni: Jaime Silva Filho, portugiesischer Pianist, Dirigent und Filmkomponist (* 1908)
- 20. Juni: Franz Königshofer, österreichischer Komponist und Professor (* 1901)
- 26. Juni: Fernando Arbello, puerto-ricanischer Jazz-Posaunist und Komponist (* 1907)

### Juli
- 09. Juli: Harald Kaufmann, österreichischer Musikforscher (* 1927)
- 13. Juli: Gonzalo Roig, kubanischer Komponist (* 1890)
- 16. Juli: Hector Gratton, kanadischer Komponist, Arrangeur, Dirigent und Musikpädagoge (* 1900)
- 20. Juli: Horst Muys, deutscher Schlagersänger und Kölner Karnevalist (* 1925)
- 29. Juli: Alice Solscher, deutsche Opernsängerin (dramatischer Sopran), Dozentin für Sprecherziehung in Wien (* 1891)

### August
- 07. August: Ingolf Dahl, US-amerikanischer Komponist und Dirigent (* 1912)
- 10. August: Bernd Alois Zimmermann, deutscher Komponist (* 1918)
- 12. August: Luigi Picchi, italienischer Organist, Komponist und Musikpädagoge (* 1899)
- 15. August: Karl Andersen, norwegischer Cellist und Komponist (* 1903)
- 21. August: Charlotte Eisler, österreichische Sängerin und Gesangslehrerin (* 1894)
- 21. August: Timothy Mather Spelman, US-amerikanischer Komponist (* 1891)
- 22. August: Richard Donovan, US-amerikanischer Komponist, Organist, Dirigent und Musikpädagoge (* 1891)
- 29. August: Luis Martínez Serrano, mexikanischer Pianist, Komponist und Dirigent spanischer Herkunft (* 1900)

### September
- 02. September: Kees van Baaren, niederländischer Komponist und Musikpädagoge (* 1906)
- 03. September: Alan Wilson, US-amerikanischer Gitarrist (* 1943)
- 12. September: Jacques Pills, französischer Chanson- und Schlagersänger (* 1906)
- 18. September: Jimi Hendrix, afroamerikanischer Gitarrist, Sänger und Komponist (* 1942)
- 20. September: José Mojica, mexikanischer Sänger und Schauspieler (* 1896)
- 24. September: Émile Gour, kanadischer Sänger und Chorleiter (* 1893)

### Oktober
- 01. Oktober: Petar Konjović, serbischer Komponist, Musikpädagoge und -wissenschaftler (* 1883)
- 04. Oktober: Janis Joplin, US-amerikanische Sängerin, Rock- und Bluesmusikerin (* 1943)
- 08. Oktober: Józef Kropiński, polnischer Geiger, Komponist, Widerstandskämpfer und KZ-Überlebender (* 1913)
- 08. Oktober: Klemens Perner, österreichischer Kapellmeister und Komponist (* 1889)
- 13. Oktober: Gertrud Strauss-Höfer, deutsche Violinistin und Opfer des NS-Regimes (* 1901)
- 19. Oktober: Fritz Jöde, deutscher Musikpädagoge (* 1887)
- 21. Oktober: Eugène Lapierre, kanadischer Organist, Komponist; Musikpädagoge und Autor (* 1899)
- 22. Oktober: Pauline Donalda, kanadische Sängerin und Gesangslehrerin (* 1882)
- 22. Oktober: Samson François, französischer Pianist und Komponist (* 1924)

### November
- 06. November: Agustín Lara, mexikanischer Komponist und Sänger (* 1897)
- 23. November: Jauhen Zikozki, belarussischer Komponist (* 1893)
- 29. November: Karl Ottó Runólfsson, isländischer Komponist (* 1900)
- 00. November: Albert Ayler, US-amerikanischer Jazz-Musiker (* 1936)

### Dezember
- 06. Dezember: Jean Déré, französischer Komponist und Musikpädagoge (* 1886)
- 27. Dezember: Franz Mittler, österreichischer Musiker und Schriftsteller (* 1893)
- 29. Dezember: John de Mol, niederländischer Akkordeonist, Sänger und Orchesterleiter (* 1912)
- 30. Dezember: Arsenio Rodríguez, kubanischer Musiker und Komponist (* 1911)

### Genaues Todesdatum unbekannt
- Paquita Escribano, spanische Sängerin (* um 1890)
- Ernst Hainauer, deutsch-britischer Musikverleger (* 1907)